# Emma Louisa Turner

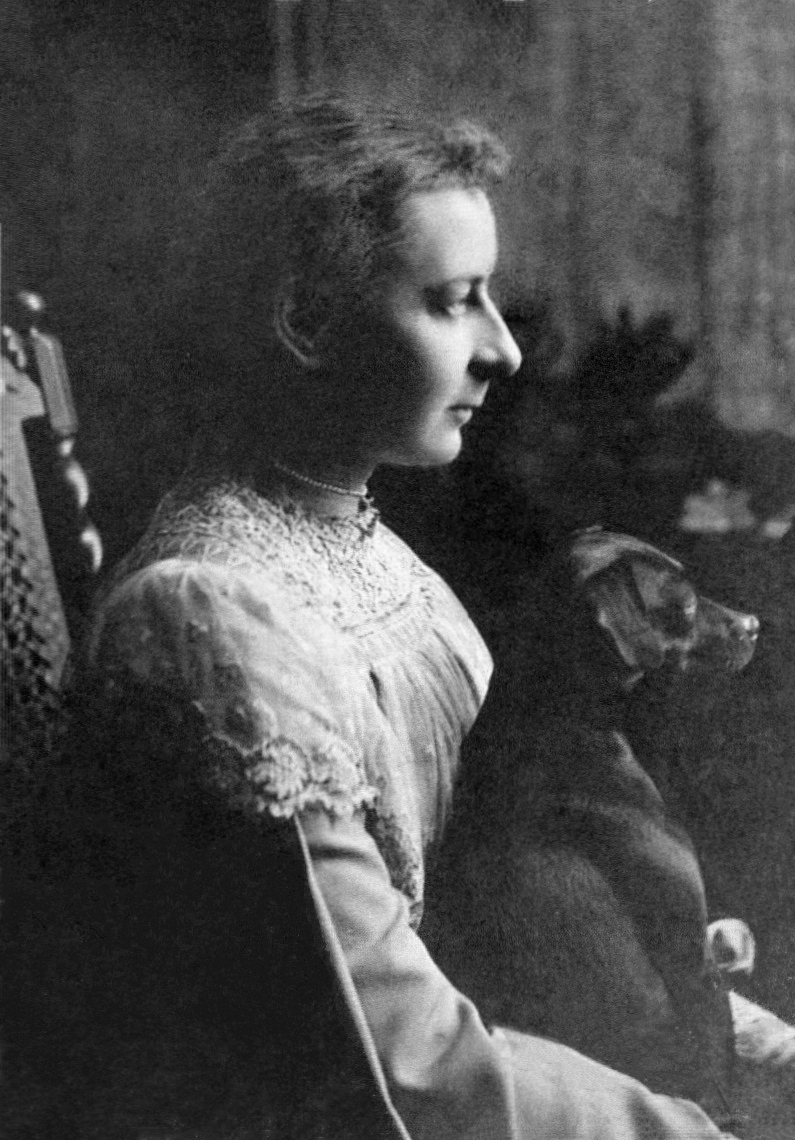
Emma Louisa Turner

Emma Louisa Turner (auch E. L. Turner) (* 9. Juni 1867 in Langton Green, Tunbridge Wells; † 13. August 1940 in Cambridge) war eine englische Ornithologin und gilt als Pionierin der Vogelfotografie. Nach ihrer Bekanntschaft mit dem Naturfotografen Richard Kearton begann Turner im Alter von 34 Jahren mit der Fotografie. Sie trat 1901 der Royal Photographic Society (RPS) bei. Ab 1904 hielt sie Vorträge, die sie mit ihren selbst fotografierten Dias illustrierte. Ab 1908 war sie als professionelle Dozentin anerkannt.
Turner verbrachte jährlich einige Zeit in der englischen Grafschaft Norfolk. 1911 konnte sie anhand ihrer Aufnahmen einer nistenden Rohrdommel, die seit dem späten 19. Jahrhunderts als ausgerottet galt, den ersten Beweis der erneuten Besiedlung dieser Vogelart erbringen. Es folgten zahlreiche ornithologische Reisen durch das Vereinigte Königreich und ins Ausland.
Neben zahlreichen Artikeln in Zeitschriften und Magazinen schrieb Turner acht Bücher. Für das Bild eines Haubentauchers wurde sie mit der Goldmedaille der RPS ausgezeichnet. Turner wurde als eine der ersten Frauen in die naturforschende Wissenschaftsgesellschaft Linnean Society of London aufgenommen. Trotz ihres fehlenden Hochschulabschlusses war sie Ehrenmitglied der British Federation of University Women. Zwei Jahre vor ihrem Tod erblindete Turner.

## Jugend
Emma Louisa Turner wurde am 9. Juni 1867 als Tochter von John und Emma (geb. Overy) Turner geboren. Sie war das vierte Kind neben der ältesten Schwester, Mary sowie den Brüdern John und Frank. Ihr Vater war ein Lebensmittel- und Tuchhändler und beschäftigte drei Angestellte. Die Familie war sehr wohlhabend gewesen. Daher konnte sie eine Gouvernante und eine Dienerin beschäftigen sowie Turner den Besuch eines Internats ermöglichen. Ihre Mutter starb 1880, ihre Schwester elf Jahre später. Die Familie spielte im Leben Turners auch nach Beginn ihrer fotografischen Karriere zumindest bis zum Tod ihres 83-jährigen Vaters im Jahr 1913 eine große Rolle. Wahrscheinlich unterstützte sie auch ihren Bruder Frank bei der Betreuung seiner Kinder in der Zeit zwischen dem Tod seiner ersten Frau 1895 und der erneuten Heirat etwa fünf Jahre später.

## Hickling Broad

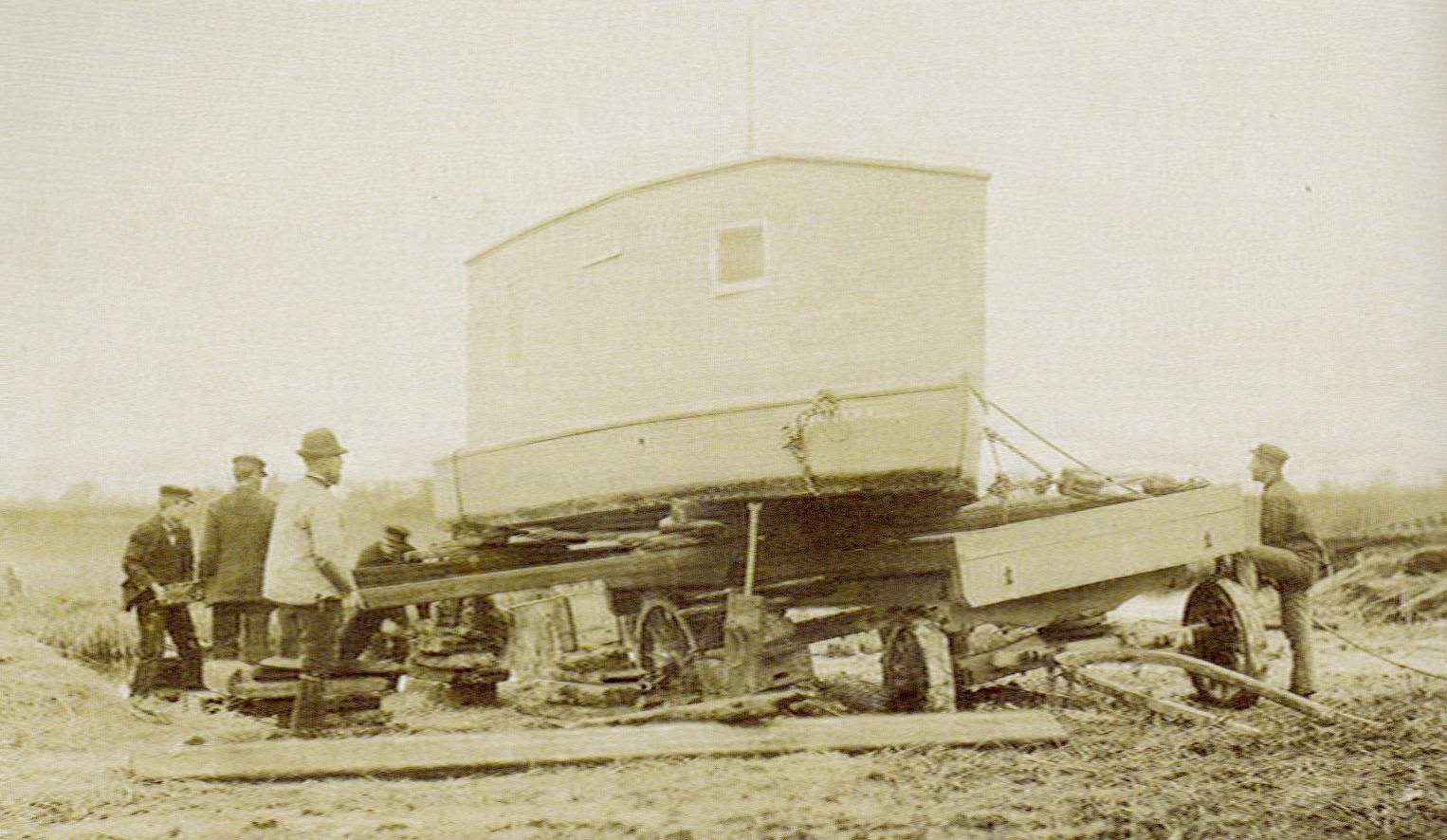
Turners Hausboot „water rail“ (Wasserralle) auf der Reise im März 1905

Nach einem Treffen mit dem Naturfotografen Richard Kearton fing Turner 1900 an, sich mit der Fotografie zu beschäftigten. 1901 trat sie der Royal Photographic Society bei. Drei Jahre später hielt sie öffentliche Vorträge und illustrierte diese mit ihren eigenen Aufnahmen unter Verwendung einer Laterna magica, dem Vorläufer heutiger Dia- und Filmprojektoren. 1908 war sie als professionelle Dozentin etabliert und veröffentlichte ihre eigenen Arbeiten. Bei der Volkszählung 1911 gab sie als Beruf „Dozentin für Ornithologe“ an. Ihre Bilder zeigten in der Regel Nahaufnahmen ihre Motive, die sie mit einer Trockenplattenkamera aufnahm.
Der Überlieferung nach nutzte Turner in ihrer Laufbahn nur zwei Birdland-Spiegelreflexkameras. Das eine Modell nutzte für die Belichtung eine Viertelplatte, das andere, welches nur auf Bestellung gefertigt wurde, eine Halbplatte. A1
Ihre erste Reise führte sie 1901 oder 1902 in die Seen- und Moorlandschaft Norfolk Broads der englischen Grafschaften Norfolk und Suffolk. Zu ihren ersten Kontakten gehörte der Wildhüter Alfred Nudd, der sie zu den interessanten Plätzen führte. Sein Verwandter Cubit Nudd agierte als Assistent vor Ort. Jim Vincent, Wildhüter und professioneller Vogeljäger, besaß exzellente Ortskenntnisse und zeigte Tuner die Vögel und deren Brutstätten. Der mit Turner befreundete Reverend Maurice Bird, der ihr vermutlich von Richard Kearton vorgestellt wurde, führte seit 50 Jahren ein naturkundliches Tagebuch und lieferte ihr auf Basis dieser Aufzeichnungen weitere Informationen.

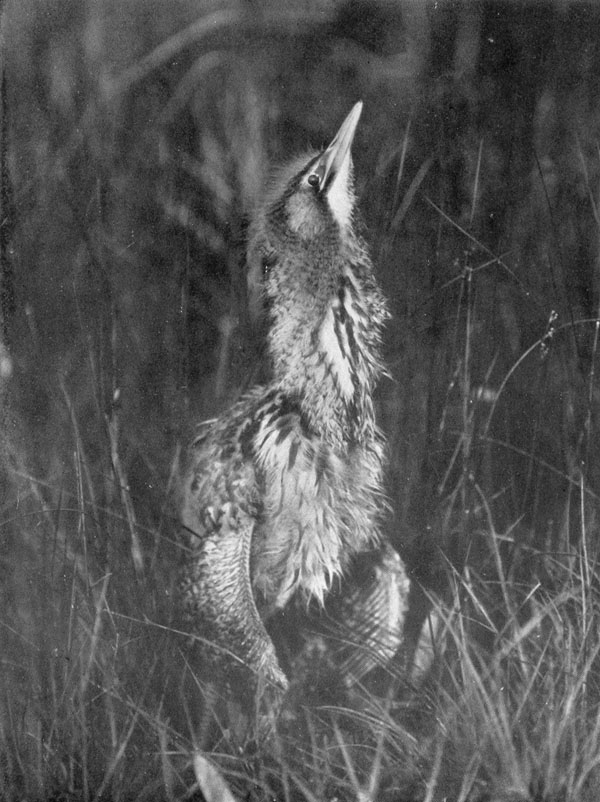
"Striking upwards", Turners Foto einer jungen Rohrdommel aus dem Jahr 1911 war der erste Nachweis für das Brüten der seit 1886 als ausgestorben geltenden Art.

Ein Vierteljahrhundert lang lebte und arbeitete Turner einen Teil des Jahres sowie zwei Winter am Norfolker See Hickling Broad. Sie lebte hauptsächlich auf dem von ihr entworfenen Hausboot, das sie nach der von ihr zuerst in Norfolk Broads fotografierten Wasserralle (Rallus aquaticus) benannte. Das Boot mit flachem Boden wurde auf einem Anhänger nach Hickling transportiert und ging im März 1905 zu Wasser. Ihr gehörte ein Hütte auf einer kleinen Insel im Südosten von Hickling Broad, das als "Turners Island" bekannt wurde. Die Hütte benutzte sie als Dunkelkammer und gesonderten Schlafraum für Gäste.
Ein Highlight ihrer Karriere erlebte sie zusammen mit Jim Vincent, indem sie eine nistende Rohrdommel entdeckte und fotografierte. Seit 1886 wurde in Großbritannien keine Brutstätte dieser Vogelart dokumentiert. Weiterhin konnte sie die seltene Wiesenweihe (Circus pygargus) und den ersten seit 1890 brütenden Kampfläufer (Calidris pugnax) in ihren Nestern fotografieren. Ungewöhnlich für die damalige Zeil war, dass der Whiteslea Estate, dem ein großer Teil des Gebietes gehörte und für den Vincent von 1909 bis 1944 als Vogeljäger arbeitete, die Raubvögel aktiv schützte. Erstaunlicherweise wurden in Turners Buch Broadland Birds weder die nistende Wiesenweihe als auch die noch seltenere Rohrweihe (Circus aeruginosus) erwähnt. A2
Turner war eine Pionierin der britischen Vogelberingung. 1909 erhielt sie die ersten zehn kleinen Ringe (Nummer 1 bis 10), die im Rahmen des britischen Vogelmarkierungsprogramms vom Ornithologen und Autoren Harry Witherby ausgegeben wurden. Zudem beteiligte sie sich auch an dem kurzlebigen Vogelmarkierungsprogramm von Country Life. Das Beringen der Tiere führte sie, wenn überhaupt, maximal ein Jahr in geringer Zahl aus.
Ihr allgemeiner Gesundheitszustand galt als gut und ihr wurde ein „recht guter Umgang mit dem Stockerkahn und einem Ruderboot“ durch Edwin Vincent A3 bescheinigt. Allerdings litt sie zeitlebens unter nicht diagnostizierten Krankheitsanfällen, die im Sommer 1907 bemerkenswert stark ausfiel. Es wird angenommen, dass eine Tuberkulose-Erkrankung vorlag. Turner hielt neben mehreren Manchester Terriern weitere Hunde, die sie zum Aufstöbern von Vögeln abrichtete, damit sie diese zählen konnte.

## Turners Reisen bis 1923

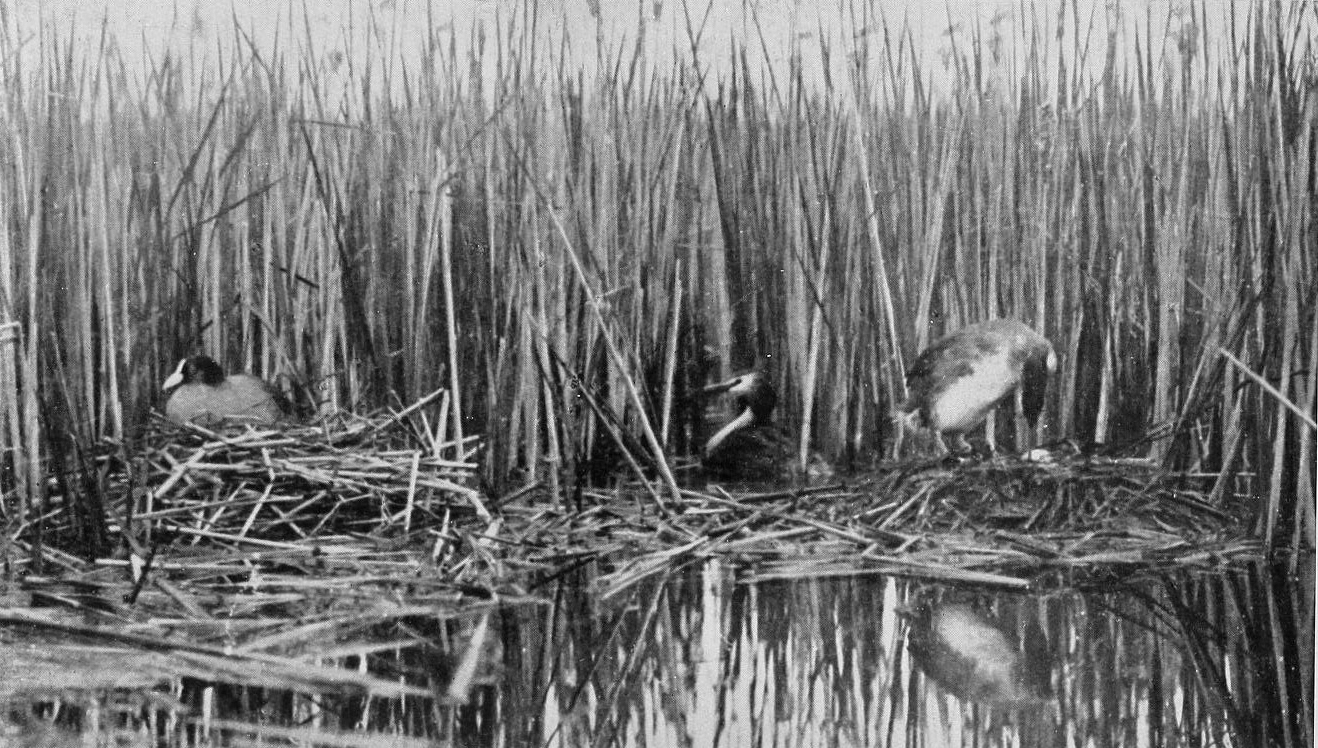
Für ihr Bild der nistenden Blässhühner und Haubentaucher erhielt Turner die RPS-Goldmedaille.

Obwohl Turner von 1901 bis 1935 jedes Jahr einen Teil des Jahres in Norfolk verbrachte, reiste sie auch viel in andere Regionen. Vom Haus der Familie in Langton Green gelangte sie per Pferd und kleiner Kutsche zu Zielen in Kent und Sussex. Die schottische Insel North Uist gehörte zu den weiter entfernten Zielen. Diese bereiste Turner 1913 und beobachtete mehrere Wochen brütende Odinshühnchen (Phalaropus lobatus), Lappentaucher und Schmarotzerraubmöwen (Stercorarius parasiticus). Im folgenden Jahr war sie in Meikleour (Perthshire) zu Gast bei Mary Russell, der Herzogin von Bedford. Russell war wie Turner eine begeisterte Ornithologin und waren seit mehreren Jahren miteinander bekannt. Russell reiste mit der Fähre The Sapphire nach Fair Isle und brachte Turner auf dem Weg nach Stromness in Orkney. Dort widmete sich Turner den brütenden Seevögeln und unternahm einen Tagesausflug auf die Insel Hoy. Dort begegnete sie dem Oberst David Balfour, der sie nach Balfour Castle auf die schottische Insel Shapinsay einlud. Anschließend brachte Balfour Turner mit dem Segelschiff nach Orkney zurück. Von dort aus nahm sie die Fähre nach Inverness, um in Aviemore die Haubenmeise (Lophophanes cristatus) zu suchen.

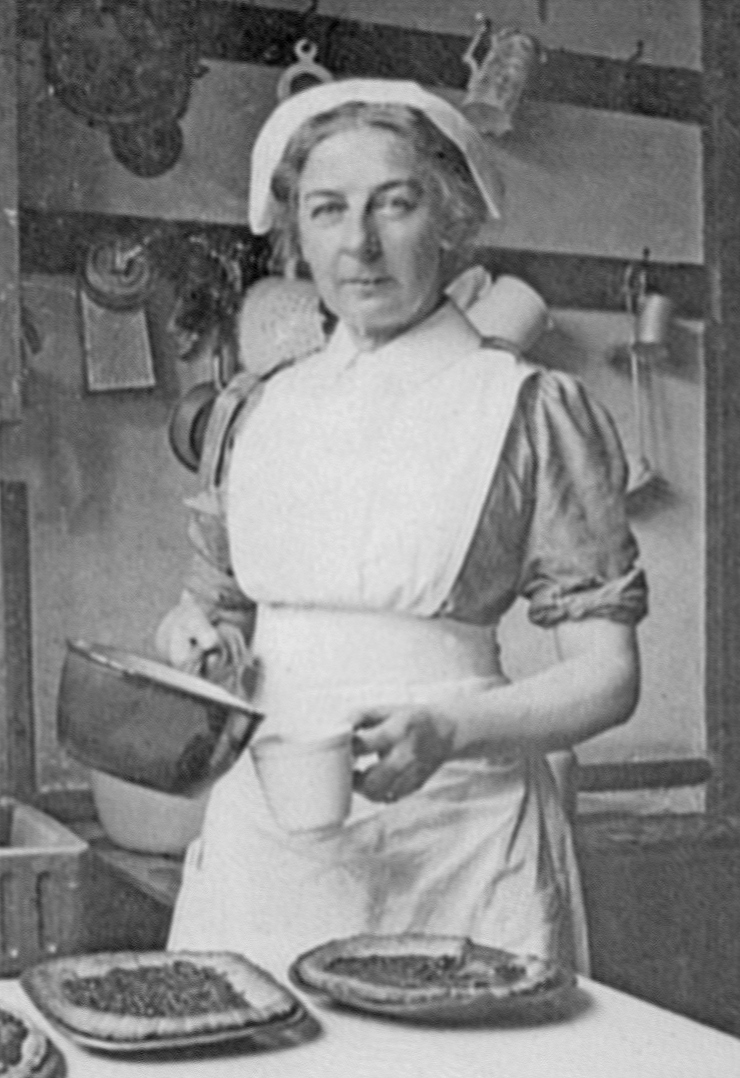
Turner bei ihrer Arbeit als Teilzeitköchin der VAD während des Ersten Weltkrieges

Im Herbst war sie zu Gast bei Edward Hudson, dem Herausgeber des Country Life magazine. Sie überwinterte bis zum Mai 1915 auf Lindisfarne Castle, einer Burg auf der Insel Lindisfarne. A4 Bei ihren Forschungen entdeckte sie den seltenen Raubwürger (Lanius excubitor) sowie Erddrosseln (Zoothera aurea). Zudem setzte sie mehrfach auf die unbewohnten Farne-Inseln über.
Wahrscheinlich Anfang 1913 erwarb Turner ein Haus in Girton in der Nähe von Cambridge, in dem sie die folgenden zehn Jahre wohnte. Ihre Tagebücher des Jahres 1916 und Anfang 1917 gelten als verschollen. Mitte des Ersten Weltkrieges arbeitete Turner in einem Behelfskrankenhaus in Cranbrook als Teilzeitköchin für das Voluntary Aid Detachment (VAD). Die VAD war eine freiwillige Einheit von Zivilisten, die die britischen Soldaten innerhalb des Vereinigten Königreichs und in anderen Ländern des Britischen Empires betreute. Turner war vom 11. Juni 1915 bis zum 10. Mai 1916 für die VAD tätig.
Ihre erste Auslandsreise führte Turner im Frühsommer 1920 auf die niederländische Insel Texel, die sie per Fahrrad erkundete. Dabei achtete sie verstärkt auf Vögel, die im Vereinigten Königreich nicht mehr regelmäßig brüteten. Unter anderem beobachtete sie die Trauerseeschwalbe (Chlidonias niger), den Kampfläufer (Calidris pugnax), die Uferschnepfe (Limosa limosa) und den Säbelschnäbler (Recurvirostra avosetta). Ihr ist besonders die hohe Anzahl singender Nachtigallen (Luscinia megarhynchos) aufgefallen. Ende 1922 führte sie ihr Weg nach Italien, wo sie die wichtigen kulturellen Zentren besuchte und dabei ihr Augenmerk auf die Kunst und Architektur legte. In ihrem Tagebuch erwähnte sie in dem Zusammenhang die Sichtung einer Blaumerle (Monticola solitarius).

## Scolt Head Island

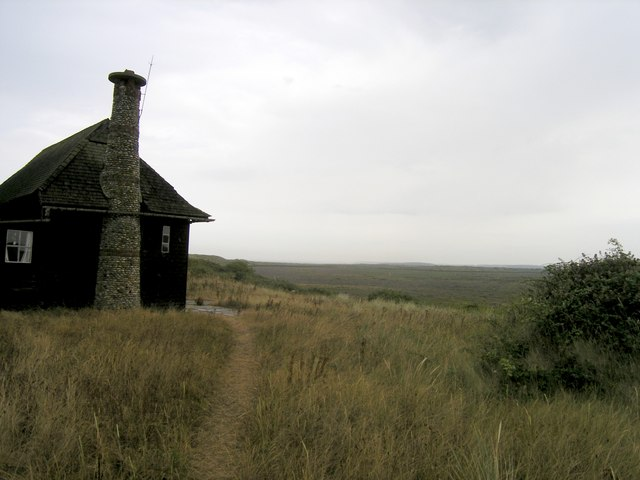
Die Hütte auf Scolt Head Islands im Jahr 2006

1923 erwarb die gemeinnützige Organisation National Trust for Places of Historic Interest or Natural Beauty (kurz National Trust) Scolt Head Island. Der Kauf der vorgelagerten Barriereinsel, die zwischen Brancaster und Wells-next-the-Sea im Norden von Norfolk liegt, diente dem Schutz der dort brütendem Seeschwalben sowie weiteren anderen Vogelarten. Der National Trust zeigte sich auch besorgt über die Schäden an den Brutkolonien, die durch Eiersammler und unbeabsichtigt durch Spaziergänger und Besucher angerichtet wurden. Für das 490 Hektar große Areal wurde durch die Norfolk and Norwich Naturalists’ Society erfolglos ein Aufseher gesucht. Turner, die bereits als Fotografin, Vogelexpertin und Autorin bekannt war, wurde mitgeteilt, dass es Schwierigkeiten bei der Suche nach einem geeigneten Mann gegeben hat. Daraufhin meldete sie sich freiwillig selbst und wurde somit zur ersten ortsansässigen Aufseherin der Insel.
Im Alter von 57 Jahren lebte Turner während der Brutzeit im Reservat allein in einer einfachen Hütte ohne elektrischen Strom und war für die Versorgung mit frischem Wasser vom Regen abhängig. 1925, ihrem letzten Jahr auf der Insel, stieg die Zahl der brütenden Flussseeschwalben (Sterna hirundo) von 17 auf 800 und die der Brandseeschwalben (Thalasseus sandvicensis) von 59 auf 640 Paare. Neben dem Studium der brütenden Seevögel beobachtete sie auch Zugvögel und entdeckte einen seltenen Schwarzstorch (Ciconia nigra). In ihrem Buch Birdwatching on Scolt Head schrieb sie über ihre Erfahrungen auf der Insel. Die Presse bezeichnete Turner als die einsamste Frau Englands. Sie selbst betonte, dass sie sich nie einsam fühle und oft Besuch bekäme.

## Nach 1925
Kurz nach ihrer Rückkehr von Scolt Head Island reiste Turner von Girton nach Cambridge und widmete sich mit Begeisterung der Gartenarbeit an ihrem neuen Haus in der Vorstadt. Sie arbeitete aktiv im Cambridge Ornithological Club, dem heutigen Cambridge Bird Club, und wurde Vizepräsidentin und Ausschussmitglied. 1926 ging Turner nach Schottland. Aufgrund der Tatsache, dass Turner sich weniger der Fotografie widmete, wird angenommen, dass sie sich auf ihre Arbeit als Autorin konzentrierte. Zwei Jahre später entdeckte sie in Cornwall Alpenkrähen (Pyrrhocorax pyrrhocorax) A5, von denen nur ein weniger Paare in der Gegend angesiedelt waren.
Als Mitglied des International Ornithological Committee. der heutigen International Ornithologists’ Union (IOU), reiste Turner 1929 nach Amsterdam. Die IOU organisierte Exkursionen nach Texel, dem Naardenmeer und dem Naturschutzgebiet Zwanenwater. Um 1933 unternahm Turner gemeinsam mit Oberstleutnant Henry William Madoc, dem Polizeipräsidenten der Isle of Man, sowie dessen Frau eine Mittelmeerkreuzfahrt. Dabei entdeckten sie mehr als 150 Vogelarten, von den Turner 52 nicht bekannt gewesen waren. Nach dieser Reise führte Turner ihre Tagebücher nur noch sporadisch und unvollständig. Es ist anzunehmen, dass Turner nicht mehr ins Ausland reiste.

## Ihre letzten Jahre
Zwei Jahre vor Ihrem Tod am 13. August 1940 erblindete Turner. Die Operation des Katarakt (Grauer Star) war erfolglos. Die fehlgeschlagene Operation sowie die Sorge, dass mit dem Aufkommen der Farbfotografie ihr Lebenswerk in Vergessenheit geraten könnte, machten Turner in ihren letzten Jahren nicht glücklich.
Sie verfügte in ihrem Testament ihre Einäscherung. Ihre Aufnahmen hinterließ sie der BTO. Die Buchrechte sowie 50 britische Pfund erbte ihr Neffe Geoffrey Cater Turner. Ihre Boote, Möbel sowie weitere persönliche Gegenstände überließ sie ihrer Nichte Enid Mary Fowler. Die restlichen Hinterlassenschaften sollten veräußert werden. Von dem Erlös konnte sie posthum ihrem Bruder Frank die geliehen 500 Pfund zurückzahlen. Der Wert ihres Vermögens wurde bei der Testamentseröffnung auf 3031 Pfund geschätzt.

## Auszeichnungen und Ämter

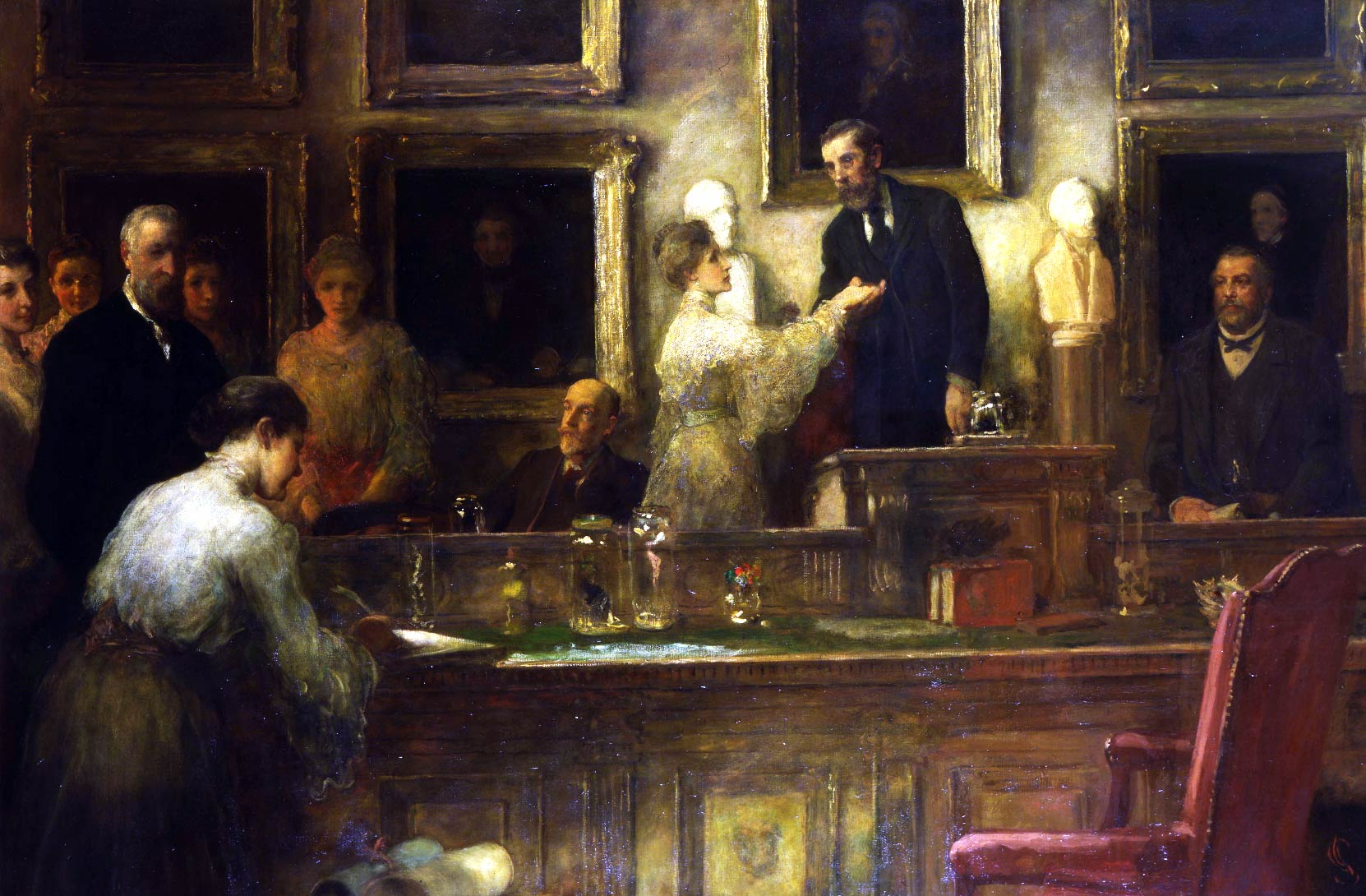
1906 erstellte James Sant ein Gemälde über die 1904 gemachte Aufnahme von Frauen der Linnean Society of London. Turner ist ganz links zu sehen.

Tuners Aufnahme des Haubentauchers wurde 1905 mit der Goldmedaille der Royal Photographic Society ausgezeichnet. Der Wildhüter Jim Vincent erhielt von der Royal Society for the Protection of Birds (RSPB) eine Goldmedaille für seine Unterstützung bei der Fotografie der Rohrdommeln im Jahr 1902.
Turner wurde im Dezember 1904 im Alter von 38 Jahren als einer der ersten 15 weiblichen Mitglieder in die Linnean Society of London gewählt und gehörte mit zum Kreis der jüngeren, neu aufgenommenen Frauen.
Gemeinsam mit Mary Russell, Dorothea Bate und Magretta Lemon wurde Turner 1909 als erste weibliche Ehrenmitglieder aufgenommen. Sie war neben 10 weiteren Männern die einzige Frau A6, die 1933 den Aufruf initiierten, der zur Gründung der British Trust for Ornithology (BTO) führte. Der Daily Telegraph berichte am 7. Juli 1933 über den Appell und listete dabei Turner versehentlich als Mr. E L Turner auf. Die BTO widmet sich der Erforschung der Vögel auf den britischen Inseln.
Von 1921 bis 1922 war Turner Präsidentin der Norfolk and Norwich Naturalists’ Society.
Zudem war Turner Vizepräsidentin der RSPB. Mit dieser Organisation zerstritt sie sich, nachdem diese ihr 1935 erschienenes Buch Every Garden a Bird Sanctuary (Jeder Garten ein Vogelschutzgebiet) unfair und herablassend kritisierte. Trotz ihres nicht vorhandenen Hochschulabschlusses wurde Turner Ehrenmitglied der British Federation of University Women.

## Öffentliche Wahrnehmung

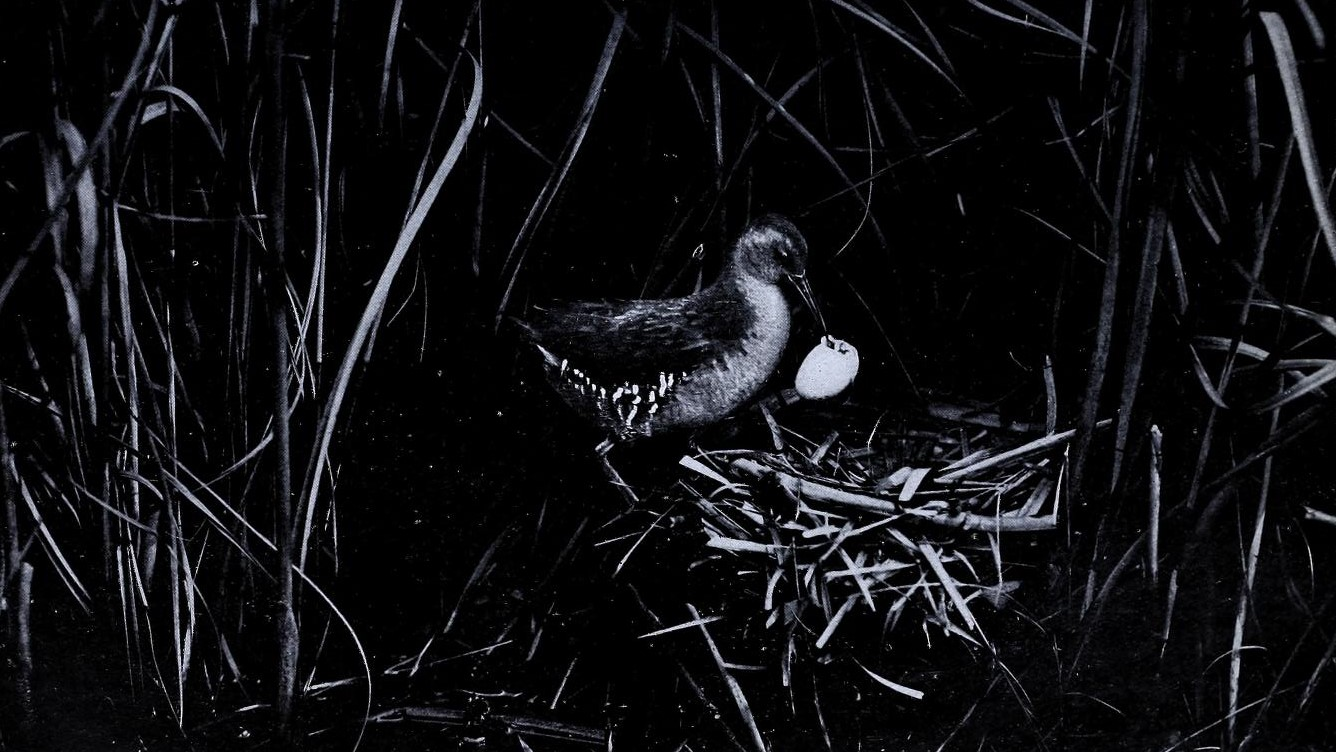
Wasserralle von Broadland Birds

Turner gilt in Bezug auf ihre Vorbereitung, Leistung und Ästhetik als Pionierin in der Fotografie. Der professionelle Fotograf William Plane Pycraft schrieb über Turner und H. B. MacPherson A7.

„...combining exceptional powers of observation and the skilful use of the camera. This combination in so high a degree of perfection is rare, and it demands yet a third element to achieve success, that is, endurance under extremely trying conditions.“

„... eine Kombination aus außergewöhnlicher Beobachtungsgabe und geschicktem Umgang mit der Kamera. Diese Kombination in so hoher Perfektion ist selten, und sie erfordert noch ein drittes Element, um erfolgreich zu sein, nämlich Ausdauer unter extrem schwierigen Bedingungen.“

Auch ihre Tätigkeiten als Autorin wurden von überregionalen Zeitungen wie The Daily Telegraph, The Manchester Guradian und The Observer wahrgenommen. Letzter lobte in seiner Rezension des Buches Bird Watching on Scolt Head das Wissen und Engagement der Autorin und setzte die Qualität der Texte gleich mit denen aus Darwins Buch The Voyage of the Beagle von 1831. Turners 1924 erschienenes Buch Broadland Birds diente als Grundlage für eine Radiosendung über ihr Leben. Unter dem Titel „a life in the reeds“ sendete die BBC 2012 eine von Sarah Blunt produzierte etwa 28-minütige Sendung, Die dabei verwendeten Naturtöne stammen vom Tontechniker und Musiker Chris Watson.

## Veröffentlichungen

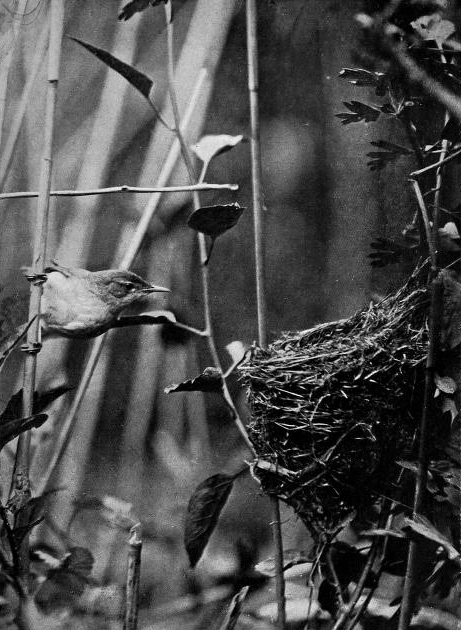
Ein Teichrohrsänger und sein Nest – erschienen im Buch Broadland Birds

Turner schuf mehrere hundert, wenn nicht gar tausende Fotos, von denen vielen in ihren zahlreichen Veröffentlichungen erschienen sind. Die meisten der originalen Fotoplatten vermachte sie der Royal Society for the Protection of Birds (RSPB) und dem British Trust for Ornithology (BTO). Allerdings schien es so, dass, abgesehen von den Bildern der Rohrdommel, alle Fotoplatten 1940 verloren gegangen waren. Glücklicherweise wurden 2020 in einem Karton im Hauptsitz der BTO in Thetford zahlreiche Platten und Dias gefunden.
Acht Bücher schrieb Turner und beteiligte sich an mindestens sechs weiteren Veröffentlichungen von verschiedenen Herausgebern. A9 Sie schrieb 8 der 48 Berichte im „The Bristish Bird Book“, in dem auch ihre Fotografien veröffentlicht wurden, und acht Abschnitte des ursprünglich in mehreren Teilen erschienene „Country Life’s Wildlife of the British Isles in Pictures“.
Zwischen 1911 und 1915 arbeitete sie an einem unveröffentlichten Bericht über die Vögel in Norfolk. Es wird angenommen, dass sie die Aufzeichnungen aus dem Nachlass des Whiteslea Estate nicht einbeziehen wollte. Seitdem sind keine weiteren Manuskripte gefunden worden.
Turner erstellte mehr als 30 Artikel für das Magazin British Birds. 1911 erschien in einem der Artikel eine Übersicht über die Brutzeit der Rohrdommel, die sie mit eigenen Bildern der Brutstätten illustrierte. Zudem veröffentlichte sie in anderen regionalen Magazinen, darunter häufig in The Transactions of the Norfolk und Norwich Naturalists’ Society.
Insgesamt 60 Artikel schrieb Turner für das Country Life Magazine. Neben regelmäßigen Beiträgen für weitere lokale und überregionale Zeitschriften erschienen 4 Artikel in der Times, die die Fauna in Norfolk thematisieren. Ihre Fotografien wurden oft im The Photographic Journal des RPS verwendet. A10 1917 war sie Co-Autorin eines technischen Artikels im Photographic Journals, der das genutzte Druckrasterverfahren dieser Zeitschrift beschreibt.
Neben dem ihren schriftstellerischen Tätigkeiten führte Turner auch Taschen- und Tagebücher. Diese wurden zusammen mit Zeitungsausschnitten und Fotos 2011 der BTO geschenkt.

### Bücher
- Emma Louisa Turner, Philip Henry Bahr: The home-life of some marsh-birds. Witherby, London 1907.
- Emma Louisa Turner: Broadland Birds. Country Life, London 1924 (archive.org).
- Emma Louisa Turner, Robert Gurney: A Book about Birds. C.A. Pearson, London 1925.
- Emma Louisa Turner: Bird Watching on Scolt Head. Country Life, London 1928.
- Emma Louisa Turner: Stray leaves from nature's notebook. Witherby, London 1929.
- Emma Louisa Turner: My swans. Arrowsmith, London 1924.
- Emma Louisa Turner: Togo, My Squirrel. Arrowsmith, London 1932.
- Emma Louisa Turner: Every garden a bird sanctuary. Witherby, London 1935.

### Artikel
Ein Auszug ihrer bekannteren Artikel:
- Emma Louisa Turner: A Nesting Reeve in Norfolk. Country Life, Nr. 22, 22. August 1907, S. 231–233 (englisch, wikisource.org).
- Emma Louisa Turner: The return of the Bittern. In: Transactions of the Norfolk and Norwich Naturalists' Society. Country Life, Nr. 9, 30. April 1912, S. 433–436 (englisch, biodiversitylibrary.org).
- Emma Louisa Turner: The bittern in the Norfolk Broads: 'A great entail'. In: British Birds. 13. Country Life, Nr. 1, 5. Juni 1919, S. 5 ff. (englisch, biodiversitylibrary.org).
- Emma Louisa Turner: Notes on the breeding of the Bittern in Norfolk. In: Transactions of the Norfolk and Norwich Naturalists' Society. Country Life, Nr. 10, 1919, S. 319–334 (englisch, biodiversitylibrary.org).
- Emma Louisa Turner: Presidential address: The Status of Birds in Broadland. In: Transactions of the Norfolk and Norwich Naturalists' Society. Country Life, Nr. 11, 1922, S. 227–240 (englisch, biodiversitylibrary.org).
- James Parry, Jeremy Greenwood: Emma Turner: a life looking at birds. Norfolk & Norwich Naturalists' Society, Norwich 2020, ISBN 978-1-916253-71-1 (englisch).